# Vangelo secondo Matteo
Il Vangelo secondo Matteo (in greco: Κατὰ Ματθαῖον εὐαγγέλιον) è uno dei quattro vangeli canonici del Nuovo Testamento e uno dei tre vangeli sinottici. Narra della vita e del ministero di Gesù: ne descrive la genealogia, la nascita virginale e l'infanzia, il battesimo e la tentazione, il ministero di guaritore e predicatore in Galilea, il viaggio e l'ingresso a Gerusalemme, seguito dalla cacciata dei venditori dal Tempio e, infine, la crocifissione, la morte, la sepoltura e la risurrezione.

## Descrizione
La tradizione cristiana attribuisce la composizione del vangelo a Matteo, uno degli apostoli di Gesù. A partire dal XVIII secolo, i biblisti hanno sempre più frequentemente messo in discussione la tradizione, e la maggior parte degli studiosi moderni ritiene che Matteo non scrisse il vangelo che porta il suo nome; l'autore è comunemente identificato con un anonimo cristiano che scrisse, verso la fine del I secolo, un testo in greco, oppure in aramaico o in ebraico. La ricostruzione ampiamente prevalente tra gli esegeti biblici moderni è che l'autore del Vangelo secondo Matteo, come pure quello del Vangelo secondo Luca, abbia usato come fonte la narrazione del Vangelo secondo Marco per la vita e la morte di Gesù, insieme alla fonte Q per i suoi detti; una ricostruzione che ha avuto minore consenso tra gli studiosi vuole che Matteo sia stato il primo vangelo ad essere scritto, che sia stato usato per la stesura di Luca e che Marco sia il risultato dell'unione di Matteo e Luca.
Dei quattro vangeli canonici, Matteo è quello più vicino all'Ebraismo del I secolo; una caratteristica di questo vangelo, ad esempio, è che si sottolinea ripetutamente come Gesù soddisfacesse le profezie ebraiche; gli studiosi concordano sul fatto che l'autore di Matteo fosse un giudeo cristiano, piuttosto che un gentile. L'autore ha disposto gli insegnamenti di Gesù in cinque sezioni: il sermone della montagna (5-7), il discorso della missione (10), la raccolta di parabole (13), le istruzioni per la comunità (18) e infine gli insegnamenti sul futuro (24-25). Similmente agli altri due vangeli sinottici e a differenza del Vangelo secondo Giovanni, in Matteo Gesù parla più del Regno dei Cieli che di se stesso, e insegna principalmente attraverso brevi parabole o detti piuttosto che con lunghi discorsi. Il racconto della nascita, con l'omaggio dei saggi, la fuga in Egitto e la strage degli innocenti, non ha paralleli negli altri vangeli ed è differente dal corrispondente racconto in Luca.
Tra le peculiarità del Vangelo secondo Matteo c'è il racconto dell'incarico dato da Gesù a Pietro apostolo, che ha avuto una grossa influenza nei secoli successivi. Include molto materiale sugli insegnamenti di Gesù, e si distingue per l'ampio uso di citazioni dell'Antico Testamento e per l'attenzione alla comunità giudeo-cristiana, ma anche per affermazioni considerate anti-ebraiche. Si tratta anche dell'unico vangelo che menziona la Chiesa (ecclesia); Gesù ne cita l'autorità e invita i propri discepoli a praticare il perdono (18). Matteo possiede una prosa ritmica e spesso poetica; tra i sinottici è quello più adatto alla lettura pubblica, e probabilmente anche il più noto: integrando la narrazione degli insegnamenti di Marco con la sua peculiare enfasi sulla Chiesa, Matteo è stato il vangelo più popolare, quando i canonici circolavano separatamente.

## Composizione

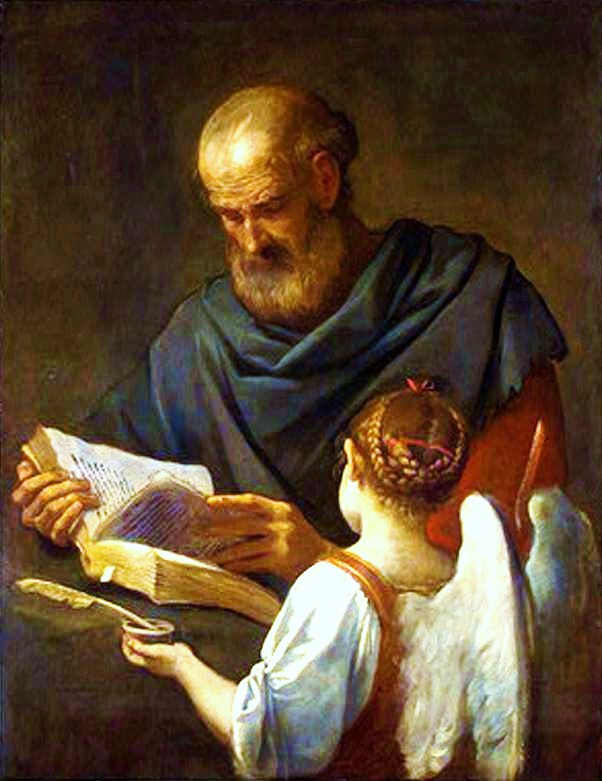
Simone Cantarini, San Matteo e l'angelo, 1645-1648.

### Datazione
L'anno di composizione del vangelo non è noto con precisione. Sebbene sia di recente emersa una tendenza a datare il vangelo prima del 70, la maggioranza degli studiosi data questo vangelo tra il 70 e la fine del I secolo. L'opera deve essere stata composta entro la fine del I secolo, perché le opere di Ignazio di Antiochia, in particolare la lettera agli Smirnesi (107-110), presuppongono la lettura del Vangelo di Matteo e presentano forti indizi «per la sua conoscenza delle lettere paoline e del Vangelo di Marco». Lo stesso autore della Didaché (scritta intorno al 100) mostra a sua volta di conoscere questo vangelo
.

#### Dopo il 70
A favore della datazione maggioritaria, che vuole la composizione del vangelo successiva al 70, è stato rilevato che, poiché nel Vangelo secondo Matteo Gesù sembra fare riferimento alla distruzione di Gerusalemme, la sua stesura debba essere successiva all'assedio di Gerusalemme e la sua conseguente distruzione per opera dei Romani, nell'anno 70. A sostegno di questa tesi, confortata anche dalla diffusa ipotesi di dipendenza dal Vangelo secondo Marco (datato attorno al 70), si evidenzia inoltre come il contesto rifletta già una divisione tra la Chiesa e la Sinagoga.

#### Prima del 70
Diversi studiosi sostengono comunque una data antecedente al 70. Questi autori evidenziano come il riferimento alla sorte del tempio non sia chiaro e come siano invece presenti numerosi passaggi nei quali l'evangelista sembra presupporre l'esistenza del tempio nel momento in cui scrive. Il vangelo potrebbe quindi essere stato scritto nel decennio 60-70, quando è peraltro più probabile che l'apostolo fosse ancora attivo. Una datazione prima del 70 è infatti generalmente preferita da coloro che ritengono che il vangelo sia stato composto da Matteo apostolo; tra questi uno dei più famosi è John Wenham, tra i maggiori sostenitori dell'ipotesi agostiniana. L'esegeta Francesco Spadafora ha analizzato la dipendenza della Prima lettera ai Tessalonicesi di Paolo di Tarso (scritta nel 50-51) dai capitoli 23 e 24 del vangelo di Matteo, ne conclude che il vangelo di Matteo precedette le due epistole paoline ai Tessalonicesi. Concorda il biblista Bernard Orchard, che data il vangelo tra il 40 e il 50. Una testimonianza circa la datazione di Matteo antecedente al 70 proviene anche da due codici georgiani del X e XI secolo, trascritti nel monastero della Santa Croce di Gerusalemme. È lo storico Gérard Garitte a spiegare che i codici, datati al 902 e al 1074, riferiscono la notizia che il vangelo secondo Matteo fu scritto otto anni dopo l'Ascensione di Gesù, il vangelo di Marco 11 anni dopo, Luca 15 anni dopo e Giovanni 32 anni dopo.
Secondo il volume Redating the New Testament di John Arthur Thomas Robinson, il Vangelo secondo Matteo deve essere datato prima dell'anno 70, perché esso pone una particolare attenzione «alla relazione dei Cristiani con il tempio, il sacerdozio e i sacrifici», situazione che era venuta meno al tempo della Guerra giudaica.
Il biblista francese Jean Carmignac, analizzando nelle lingue semitiche il problema sinottico, propone una datazione dell'originale aramaico o ebraico verso il 45 e della traduzione greca (quella pervenutaci) intorno all'anno 50.

### Autore

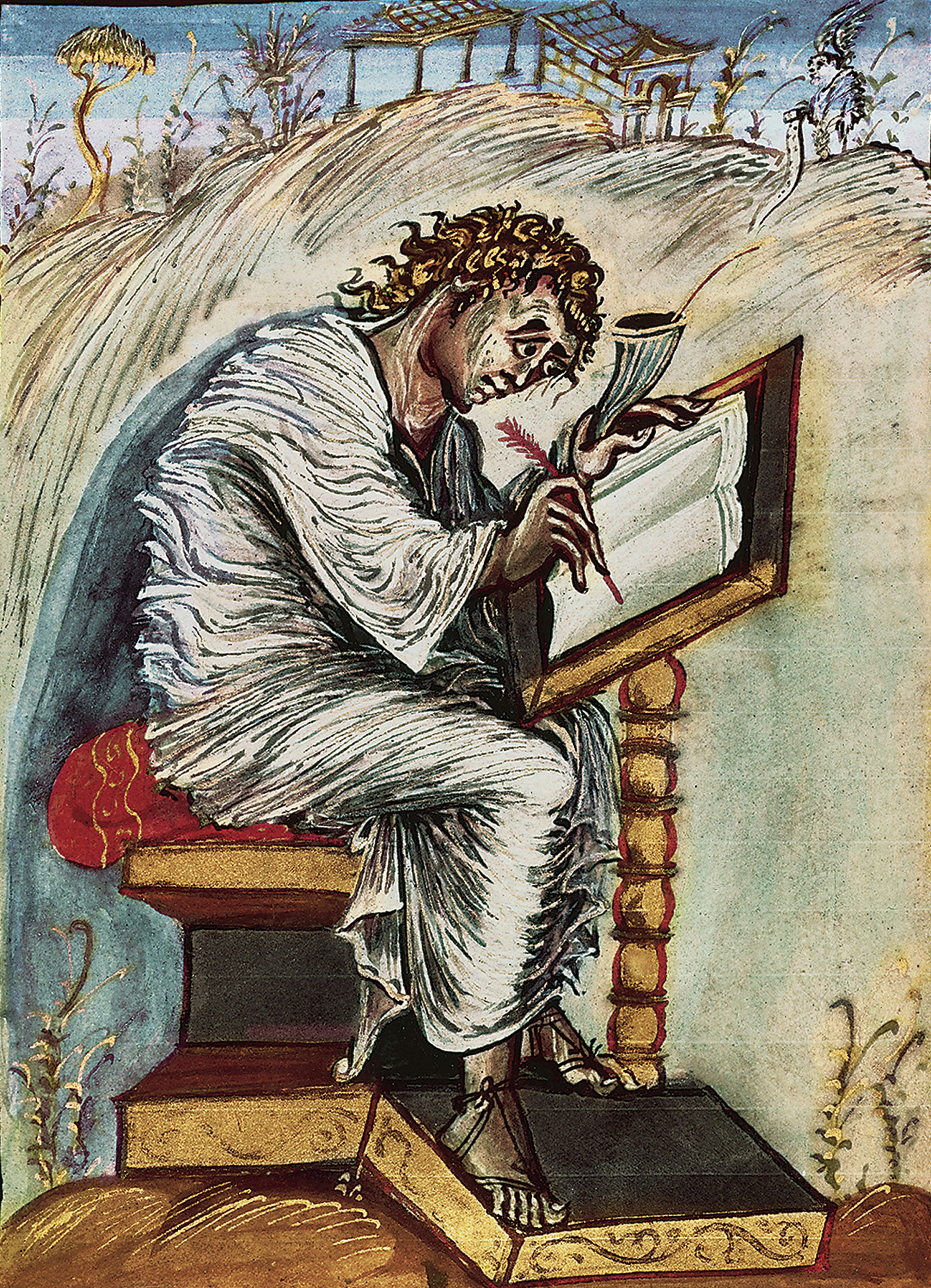
Matteo che scrive un vangelo, miniatura dei Vangeli di Ebbone, IX secolo.

Il testo è anonimo, in quanto non presenta il nome dell'autore.
La tradizione cristiana antica attribuisce a Matteo apostolo la composizione dell'omonimo vangelo, risalendo agli scritti di Papia di Ierapoli, nella prima metà del II secolo, il quale affermò che Matteo raccolse i detti di Gesù scrivendoli nella lingua degli Ebrei; non risulta siano mai stati proposti altri autori.
A partire dal XVIII secolo gli esegeti biblici hanno messo in discussione la possibilità che Matteo abbia scritto questo vangelo. Allo stato attuale non ci sono evidenze sufficienti per attribuire la redazione finale del testo a Matteo o a un altro autore, ma la maggior parte degli studiosi moderni preferisce comunque attribuire Matteo a un anonimo cristiano che scrisse verso la fine del I secolo. Secondo Gerd Theissen, ad esempio, il testo attuale non sarebbe opera di Matteo, ma ritiene possibile che una delle fonti utilizzate per la sua stesura, la fonte Q, possa essere ricondotta all'apostolo. Un responso della Pontificia Commissione Biblica del 1911 indica con certezza che l'autore del Vangelo sia l'apostolo Matteo. Gli esegeti della École biblique et archéologique française (i curatori della Bibbia di Gerusalemme) ritengono comunque che la fonte Q, così come il vangelo attribuitogli, non sia identificabile con l'apostolo Matteo: "Alcuni hanno perfino proposto di identificare la fonte Q (raccolta soprattutto di «parole» di Gesù) con Matteo, del quale Papia dice che ha messo in ordine i «detti» del Signore. Ma Papia usa la stessa espressione per indicare Marco (cf anche il titolo della sua opera) e nulla permette di pensare che il Matteo di cui parla abbia contenuto solo dei logia [detti di Gesù]".
Gli esegeti della Bibbia CEI (nella sua versione del 2008) ritengono possibile che un primo nucleo del Vangelo di Matteo (forse la fonte del Vangelo di Marco o la fonte Q) sia stato scritto in aramaico tra il 40 ed il 50, ma che la versione giunta a noi sia una redazione greca, scritta attingendo dal Vangelo di Marco.
Howard Clark Kee ricorda invece come gli insegnamenti e i detti di Gesù furono tramandati oralmente finché non furono infine messi per iscritto; questa teoria è in parte basata sul «fatto che altri scritti cristiani, più tardi, includono detti attribuiti a Gesù che ricordano quelli inclusi nei vangeli, ma per i quali non vi sono equivalenti». Poiché l'attribuzione è molto antica e poiché Matteo è una figura relativamente poco rilevante nella prima letteratura cristiana, l'attribuzione a Matteo ha comunque i suoi sostenitori. Secondo il biblista anglicano R. T. France, ad esempio, l'apostolo Matteo, per i contenuti e il tono di questo vangelo, rimane il candidato più probabile.
Attualmente, comunque, anche parte della critica cristiana ritiene che il vangelo non sia stato scritto dall'apostolo Matteo; ad esempio, Raymond Brown sottolinea che "c'è un accordo quasi unanime nei circoli scientifici di oggi che l'evangelista è sconosciuto, anche se continuiamo a usare il nome «Matteo». La sua dipendenza da Marco (e da Q, un corpo dei detti di Gesù in greco, noto anche a Luca) indica che non era un testimone oculare del ministero di Gesù". Anche gli esegeti del "Nuovo Grande Commentario Biblico", concordemente a quelli dell'interconfessionale Bibbia TOB, ritengono che l'autore non potesse essere testimone oculare, anche "perché un testimone oculare avrebbe copiato da un altro che non era tale? Il vangelo così come lo abbiamo ora si presenta piuttosto come una sintesi matura che fonde il vangelo più antico, Marco, con una raccolta di detti di Gesù (la cosiddetta Logien-Quelle o Q)". Nel vangelo di Matteo si trovano, infatti, 606 dei 661 versi di Marco e "nel complesso Matteo è particolarmente fedele a Marco, quasi come un copista che riproduca un manoscritto". Gli studiosi della Bibbia di Gerusalemme osservano inoltre che, in merito alla loro formazione, "bisogna ammettere anzitutto che, prima di essere messi per iscritto, i Vangeli, o almeno gran parte del materiale che contengono, sono stati trasmessi oralmente. Inizialmente c'è stata la predicazione orale degli apostoli" e Il teologo John Dominic Crossan, tra i cofondatori del Jesus Seminar, ritiene che "in origine Matteo, e gli altri vangeli, circolarono come anonimi e furono probabilmente sostenuti dalle comunità per le quali furono scritti" e quindi, in merito ai vangeli canonici, "gli scritti che portano i loro nomi furono attribuiti a loro piuttosto che scritti da loro" e "nel secondo secolo, ognuno di questi fu fittiziamente legato direttamente o indirettamente a un'importante autorità apostolica come affermazione di tradizione ininterrotta". Ancora Raymond Brown, in merito, evidenzia che "questo punto di vista [che gli evangelisti non fossero testimoni oculari] ci salva da un enorme numero di problemi che hanno perseguitato la precedente generazione di commentatori che pensavano che qualcuno degli stessi evangelisti avesse visto quello che riporta. [...] Posso fornire altri dieci esempi nei quali la tesi dei testimoni oculari causa doppie teorie o altre spiegazioni implausibili e nei quali la negazione della testimonianza oculare offre una soluzione molto semplice". 
Il tedesco Alfred Wikenhauser evidenzia, quindi, come "in conclusione, poiché il nostro Matteo dipende da fonti greche, e principalmente da Marco, che è la sua fonte primaria, l'autore non può essere identificato con l'apostolo Matteo. Quindi chi sia veramente l'autore del primo vangelo [nell'ordine canonico dato nel Nuovo Testamento] rimane del tutto sconosciuto."

#### Riferimenti a un proto-testo
Il primo riferimento a un testo scritto dal discepolo Matteo proviene da Papia, vescovo di Gerapoli di Frigia, negli anni 120. Papia, la cui testimonianza è tramandata da Eusebio di Cesarea (IV secolo), scrisse: «Matteo ordinò in lingua ebraica (o: aramaica) i detti, e ciascuno lo tradusse (o: interpretò) come meglio poté». La notizia che Matteo scrisse il testo in ebraico è confermata da altri autori antichi, tra i quali Ireneo, Origene di Alessandria, Eusebio e Girolamo, che parlano di lingua "ebraica" o "paterna". Tra i vangeli sinottici, quello di Matteo è peraltro quello che concede il maggiore spazio alle parole di Gesù, che occupano circa tre quinti del testo: non stupisce, quindi, che possa essere stato indicato da Papia come una raccolta di detti (logia). Poiché secondo la costante attestazione dei documenti antichi Matteo fu il primo evangelista canonico e poiché Luca accenna a "molti" che hanno scritto i fatti relativi alla vita di Gesù, è stato ipotizzato che il testo in ebraico (o aramaico) di Matteo possa risalire al 50-55.
Secondo altri studiosi, però, il passo di Papia non è un riferimento al vangelo, in quanto esso fu composto in greco e non in ebraico. L'interpretazione della precedente citazione di Papia dipende dal significato del termine logia, che letteralmente significa "oracoli", ma il cui uso da parte di Papia è controverso. Tradizionalmente lo si è assunto come un riferimento al Vangelo secondo Matteo; alternativamente si è notato come gli scrittori del cristianesimo delle origini si riferiscano alle parole dell'Antico Testamento come ad "oracoli" per sostenere che si tratti di una lista di profezie dell'Antico Testamento compilata da Matteo; infine, questi logia sono stati interpretati come un elenco di detti (qualcosa di simile all'ipotetica fonte Q). In quest'ultimo caso non si tratterebbe del Vangelo secondo Matteo così come si è conservato, in quanto questo presenta molto materiale oltre ai detti.: Allison ricorda, a questo proposito, come fosse peraltro abbastanza comune assegnare a un testo il nome dell'autore di una delle sue fonti
L'ipotesi di un precedente Matteo in aramaico non è ritenuta valida da molti studiosi - anche considerando, come precisato nella sezione Autore, che la quasi unanimità degli studiosi attuali, inclusi quelli cristiani, ritiene che l'autore del Vangelo di Matteo non fosse l'apostolo e neppure un testimone oculare - e gli esegeti dell'interconfessionale Bibbia TOB sottolineano come il Vangelo secondo Matteo "non sembra essere una semplice traduzione di un originale aramaico, ma riflette una redazione greca" e quindi l'esame del vangelo in greco non sembra convalidare l'ipotesi che derivi da una precedente versione in aramaico. Anche Raymond Brown - nel precisare come "la critica biblica è nuova sulla scena cattolica e ancora molto sospetta tra i cattolici di prospettiva più conservatrice" - sottolinea che "i cattolici romani furono tra gli ultimi a rinunciare alla difesa ufficiale della visione secondo cui il Vangelo è stato scritto da Matteo, uno dei Dodici - un cambiamento mostrato nel 1955 quando il segretario della Pontificia Commissione Biblica romana diede ai cattolici "piena libertà" in riferimento ai precedenti decreti della Commissione Biblica, tra cui uno che stabiliva che il greco Matteo era identico in sostanza con un Vangelo scritto dall'apostolo in aramaico o in ebraico"; tale teologo rileva in merito come la quasi totalità dei versetti del Matteo greco - 606 su 661 - sia in realtà una copia molto fedele di quelli del Vangelo secondo Marco, che usò come sua fonte principale.

#### Matteo l'Apostolo
Come ricordato, a partire dal II secolo, la tradizione cristiana attribuisce questo vangelo a Matteo apostolo.
I sostenitori dell'attribuzione a Matteo dell'omonimo vangelo notano come il testo rifletta la professione dell'autore, che era un esattore delle tasse: il Vangelo secondo Matteo, infatti, fa riferimento al denaro molto più spesso degli altri, e lo fa utilizzando termini monetari specializzati. Un esattore delle tasse romano come Matteo, inoltre, sarebbe stato in grado di riportare registrazioni accurate e dettagliate. Se fu Matteo a scrivere il vangelo, lo fece con umiltà, se descrive la festa che diede per Gesù come una cena, quando l'autore del Vangelo secondo Luca parla di un grande banchetto. Invece di tentare di nascondere la professione di Matteo, cosa che sarebbe stata segno di inaffidabilità, viene ammesso che egli era un esattore delle tasse, professione molto impopolare tra gli ebrei del I secolo, che spesso consideravano gli esattori traditori e sgherri dell'Impero romano. Tono e contenuto sarebbero quindi in linea con la figura dell'apostolo.
Molti studiosi preferiscono però attribuire l'attuale redazione in greco di Matteo a un altro autore. Le ragioni fornite includono la composizione del testo in lingua greca, non in aramaico, e la forte dipendenza supposta dal Vangelo secondo Marco, condivisa da quasi tutti gli studiosi, come pure la mancanza di caratteristiche solitamente attribuite al racconto di un testimone oculare. I manoscritti originali, inoltre, non recavano scritti i nomi degli autori, e per questo motivo i manoscritti greci sopravvissuti recano un'ampia varietà di nomi per i vangeli; se Matteo avesse scritto il vangelo, lo avrebbe intitolato qualcosa come "Il Vangelo di Gesù Cristo", mentre la scelta del titolo "Vangelo secondo Matteo" indica qualcun altro che cerca di spiegare quale sia la versione della storia contenuta nell'opera. Inoltre il vangelo parla sempre alla terza persona, senza frasi del tipo «Io e Gesù», e quando parla dell'apostolo Matteo (ad esempio in Matteo 9,9) lo fa senza indicare che si tratta della persona che sta scrivendo il testo.
La quasi unanimità degli studiosi attuali - inclusi quelli cristiani, come precisato nella sezione Autore - ritiene quindi che l'apostolo Matteo, in merito al vangelo attribuitogli, non sia stato l'autore e neppure un testimone oculare.

#### Altro autore
In alternativa a Matteo, gli studiosi moderni hanno suggerito diverse identità per l'autore di questo vangelo: uno scriba o un rabbi ebreo convertito, un giudeo ellenizzato, un gentile convertito che conosceva bene la fede ebraica, o il membro di una "scuola" di scribi all'interno della comunità giudeo-cristiana. La maggior parte degli studiosi si orienta per un autore giudeo-cristiano, piuttosto che per un gentile.
Alcuni studiosi hanno suggerito che l'autore, in Matteo 13,52, possa indicare di essere uno scriba istruito quando dice «Per questo, ogni scriba che diventa un discepolo del regno dei cieli è simile a un padrone di casa il quale tira fuori dal suo tesoro cose nuove e cose vecchie». Secondo W. R. F. Browning, è possibile che l'autore venisse da una città la cui Chiesa fosse stata fondata dall'apostolo Matteo.
Va ricordato che, dopo Papia, il successivo scrittore a parlare dell'autore del Vangelo secondo Matteo fu Ireneo di Lione nel 185, il quale afferma che ci sono solo quattro vangeli ispirati da Dio, e che furono scritti da Matteo, Marco, Luca e Giovanni. Secondo Bart Ehrman, Ireneo avrebbe avuto buone ragioni per convincere i suoi lettori dell'origine apostolica dei libri: assieme ad altri capi della Chiesa, Ireneo era coinvolto in un dibattito in materia dottrinale: conosceva infatti, per esempio, un gran numero di persone che credevano che vi fossero due divinità separate, il Dio dell'Antico Testamento e il Dio del Nuovo Testamento. Ciascun gruppo giustificava la propria dottrina facendo riferimento a certi libri; per sostenere l'autenticità di vangeli prima anonimi, vi si sarebbero apposti dei nomi. L'insistenza nell'attribuire la composizione all'apostolo Matteo andrebbe quindi vista, secondo Ehrman, come parte di una campagna contro gli eretici.
David Flusser, professore di cristianesimo antico e di giudaismo del Secondo Tempio all'Università Ebraica di Gerusalemme, affermò che sebbene molti studiosi (e, in passato, anche egli stesso) siano convinti del fatto che il Vangelo secondo Matteo all'epoca della sua composizione era indirizzato ad un pubblico ebraico, nondimeno possiede un carattere distintamente antisemita. Secondo Flusser ciò sarebbe da imputare a manipolazioni successive adoperate da un falsario, forse ebreo, vissuto negli anni seguenti alla distruzione del Tempio di Gerusalemme (cioè dopo il 70), il quale avrebbe inoltre apportato modifiche radicali al testo originale di Matteo, molto più simile al Vangelo secondo Luca prima della falsificazione.

### Fonti
Il Vangelo secondo Matteo appartiene al gruppo dei vangeli sinottici, assieme al Vangelo secondo Marco e al Vangelo secondo Luca: questi vangeli sono caratterizzati dal fatto di includere episodi simili, spesso nella stessa sequenza e spesso persino raccontati con le stesse parole; l'interpretazione della relazione tra i tre vangeli sinottici prende il nome di "problema sinottico".
Sebbene l'autore di Matteo abbia composto il suo vangelo in accordo ai propri scopi e dal proprio punto di vista, la maggior parte degli studiosi concordano nel sostenere che abbia ampiamente copiato dei brani del Vangelo secondo Marco (priorità marciana) e forse anche da una o più fonti ulteriori. Matteo contiene la gran parte dei versetti di Marco, spesso nello stesso ordine, ma spesso modifica Marco, rimuovendone o alterandone frasi ridondanti, parole inusuali o brani che potrebbero mettere Gesù in cattiva luce (ad esempio rimuovendo il commento che Gesù era «fuori di sé» presente in Marco 3,21 o il «non t'importa» in Marco 4,38, eccetera). Di 1.071 versetti totali, Matteo ne condivide 387 con Marco e Luca, 130 solo con Marco e 184 solo con Luca; solo 370 sono peculiari di Matteo.
Le sovrapposizioni nella struttura delle frasi e nella scelta delle parole dei tre sinottici sono state spiegate sostenendo che gli autori dei vangeli copiarono l'uno dall'altro o tutti da una stessa fonte comune. La visione che raccoglie la gran parte del consenso tra gli studiosi è la teoria delle due fonti, secondo la quale l'autore di Matteo si è ispirato al Vangelo secondo Marco e ad una ipotetica raccolta di detti di Gesù, chiamata fonte Q. Una teoria simile ma meno comune, l'ipotesi Farrer, presuppone che Matteo si sia ispirato a Marco, e che per ultimo sia stato composto Luca a partire dagli altri due sinottici. Per la maggioranza degli studiosi, Q fornisce quanto Matteo e Luca hanno in comune, talvolta usando le stesse parole, ma che non è presente in Marco; ad esempio i dettagli delle tre tentazioni di Gesù, le beatitudini, il "Padre nostro" e molti singoli detti.
Burnett Hillman Streeter, propose l'esistenza di una terza fonte, anche questa ipotetica e detta M, dietro il materiale di Matteo assente in Marco e Luca. Per tutto il resto del XX secolo, ci sono state diversi raffinamenti e confutazioni dell'ipotesi di Streeter; ad esempio, nel 1953 Pierson Parker propose una versione precedente di Matteo, detta proto-Matteo, come fonte primaria di Matteo e Marco, con il primo che avrebbe usato anche Q.
Una minoranza di studiosi sostiene la tradizione cristiana, secondo la quale Matteo sarebbe stato il primo vangelo e Marco vi attingerebbe (ipotesi agostiniana e ipotesi Griesbach). Nel 1911, ad esempio, la Pontificia Commissione Biblica asserì che Matteo era stato il primo vangelo, composto dall'evangelista Matteo in lingua aramaica.

### Lingua

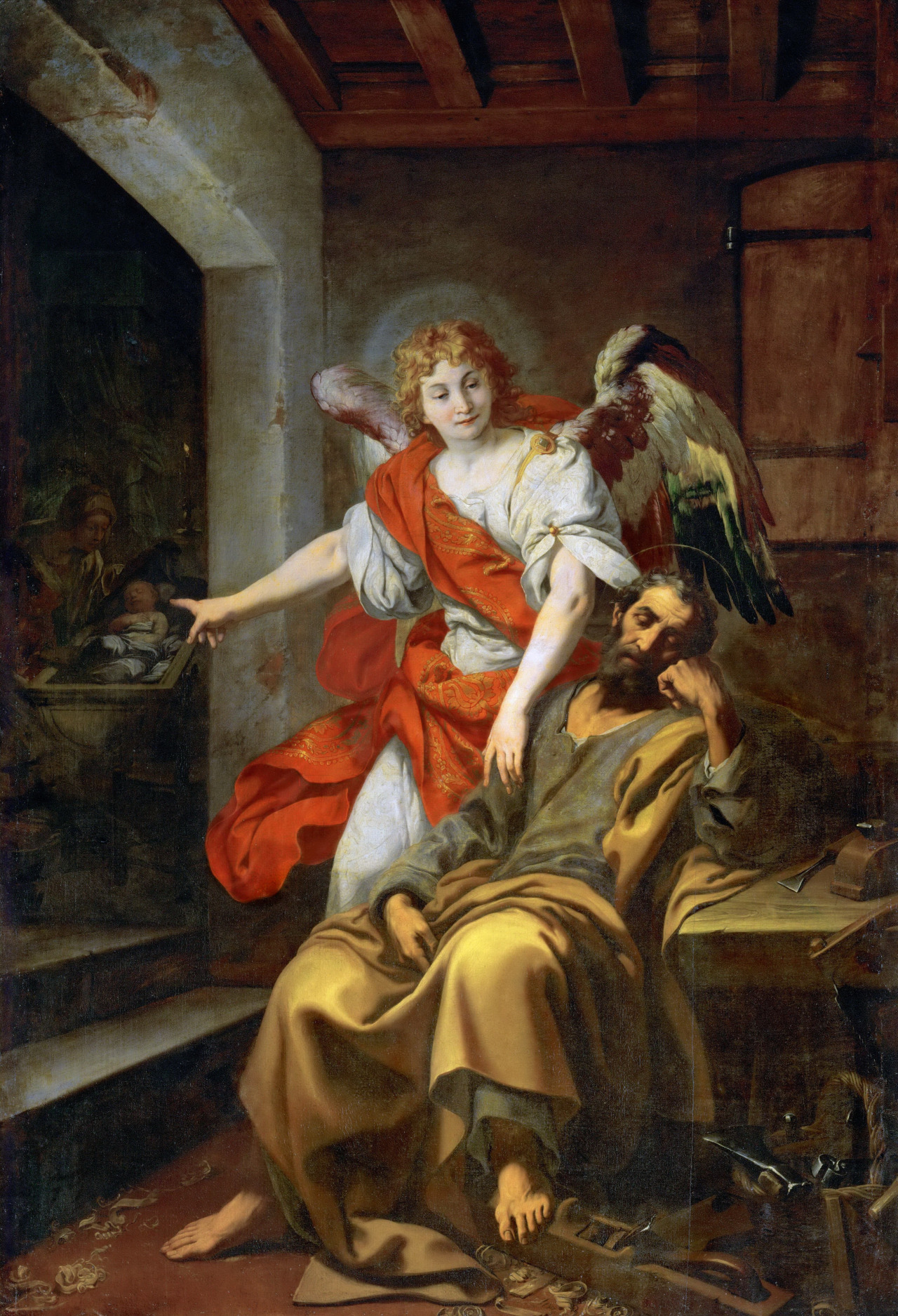
Daniele Crespi, Il sogno di Giuseppe, uno degli episodi presenti nel Vangelo di Matteo.

La maggior parte degli studiosi neotestamentari ritiene che il Vangelo secondo Matteo sia stato composto in greco koinè. C'è però un'ampia discussione sull'esistenza di una precedente edizione in aramaico, così come è da valutare la storia della redazione dello scritto attuale in relazione alle sue fonti. All'interno del testo, è ravvisabile una diffusa dimensione giudaico-cristiana, la quale suggerisce un autore di estrazione giudaico-cristiana che scrisse per cristiani di simile estrazione, per i quali enfatizza il soddisfacimento in Cristo delle profezie dell'Antico Testamento. Gesù è raffigurato come il promulgatore di una nuova legge i cui miracoli sono una conferma della sua missione divina. Alcuni studiosi hanno suggerito che il riferimento di Papia ad una raccolta di detti di Gesù da parte di Matteo sia ad una versione più antica del vangelo scritto in lingua aramaica e che fu usata dall'autore del Vangelo secondo Matteo.
Vi sono diverse testimonianze (Papia, Ireneo di Lione, Clemente Alessandrino, Tertulliano, Origene, Panteno, Eusebio di Cesarea, Epifanio di Salamina, San Girolamo) che Matteo scrisse originariamente in alfabeto ebraico e nel "dialetto ebraico", che si pensa sia l'aramaico. Nel XVI secolo Erasmo da Rotterdam, curatore della prima edizione della Bibbia greca, fu il primo a dubitare dell'esistenza di una versione originaria in ebraico o aramaico del Vangelo secondo Matteo, basandosi sull'assenza di testimonianze dirette, in quanto nessuno affermava di aver visto tale versione.
La maggioranza degli studiosi ritiene oggi che Matteo sia stato scritto originariamente in greco e non sia la traduzione di una precedente versione in aramaico e presume che le testimonianze degli scrittori cristiani dei primi secoli facciano riferimento a uno o più documenti distinti dall'attuale Vangelo secondo Matteo; infatti, la quasi unanimità degli studiosi attuali, inclusi quelli cristiani, ritiene che l'autore del Vangelo di Matteo non fosse un apostolo e neppure un testimone oculare.
Una minoranza di studiosi è, invece, sostenitrice della composizione in aramaico del Vangelo secondo Matteo, posizione che prende il nome di "priorità aramaica". Questi studiosi generalmente considerano la Peshitta e le versioni del Nuovo Testamento in antico siriaco più vicine agli autografi originali. Secondo gli esegeti della Scuola esegetica di Madrid, il Vangelo di Matteo e il suo sostrato aramaico risalirebbe ai primi dieci anni successivi alla morte di Gesù, quindi prima del 45. Un testo ebraico del Vangelo secondo Matteo fu pubblicato nel XIV secolo dal polemista ebraico spagnolo Shem-Tob ben Isaac Shaprut di Tudela; sebbene sia normalmente considerato la sua traduzione, vi sono indizi che stesse usando un testo preesistente, basato su qualcosa di più antico dell'attuale testo greco. Esiste anche un codice su papiro che contiene Matteo da 5,38 alla fine e che sembra contenere indizi di un testo più antico; alcuni passaggi hanno un senso più chiaro, come l'invocazione degli Ebrei a Gesù «Hoshanna nella casa di Davide» ("Salvezza, preghiamo, nella casa di Davide") invece che «Hoshanna al figlio di Davide» ("Salvezza, preghiamo, per il figlio di Davide") in Matteo 21,9 e 21,15.

### Stile

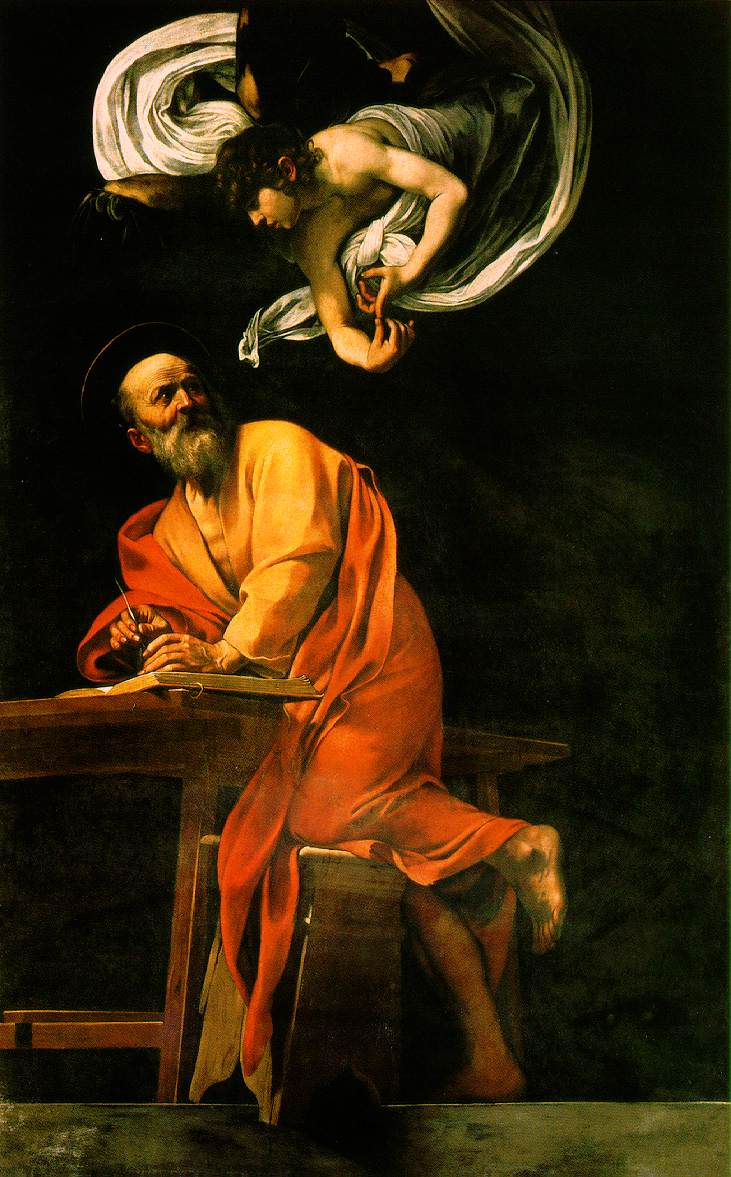
Caravaggio, L'ispirazione di Matteo.

Il vangelo è scritto in un buon greco, in linea con lo stile dei Settanta, la traduzione greca della Bibbia di epoca ellenistica. Il periodare è semplice e predilige frasi brevi collegate dalla congiunzione "e".
Il testo presenta diversi tratti tipicamente semitici: è il caso, ad esempio, dell'espressione "Regno dei Cieli", che si ritrova solo in Matteo e riprende alla lettera la formula usata da Gesù (malkuta dishemajja in aramaico) per evitare, in linea con la tradizione rabbinica, l'impiego del nome di Dio. Frequente e l'applicazione del parallelismo, tipica della poesia ebraica, e soprattutto del parallelismo antitetico, per cui a un'affermazione viene fatta seguire la negazione del suo contrario.
Il riferimento alla poesia ebraica è anche presente nell'episodio dell'Ingresso a Gerusalemme e al relativo richiamo della profezia di Zaccaria: "Esulta grandemente figlia di Sion, giubila, figlia di Gerusalemme! Ecco, a te viene il tuo re. Egli è giusto e vittorioso, umile, cavalca un asino, un puledro figlio d'asina", in base alla quale Matteo fa entrare Gesù a Gerusalemme a cavallo di due animali contemporaneamente (asina e puledro d'asina). Tale incongruenza di Matteo deriva, infatti, da un'interpretazione letterale ed errata della poesia, utilizzata nella Bibbia ebraica, che si compone di emistichi in cui l'enunciazione del primo verso ("montato sopra un asino") viene enunciata poi nel secondo con parole diverse ("sopra un puledro d'asina") ma si riferisce sempre ad una sola affermazione. Gli esegeti dell'interconfessionale Bibbia TOB sottolineano che "preoccupato di vedere la realizzazione della profezia, Mt non si cura della inverosimiglianza", mentre gli esegeti curatori del "Nuovo Grande Commentario Biblico" rilevano che "ci sono due animali perché Matteo prende troppo alla lettera la profezia. [...] Matteo fa guidare a Gesù due animali contemporaneamente: difficile da immaginare". Lo storico e biblista Bart Ehrman osserva inoltre come "chiunque abbia dimestichezza con le Scritture ebraiche individua facilmente la forma letteraria cui questo passo appartiene [...] Alcuni studiosi hanno sostenuto che nessun ebreo istruito avrebbe commesso un errore del genere a proposito del passo di Zaccaria (nessun altro evangelista, possiamo aggiungere, lo fa); e quindi l'autore non poteva essere ebreo. La maggioranza degli esperti, però, non è convinta, in parte perché siamo a conoscenza di diversi autori antichi (come peraltro moderni), anche colti, che sembrano fraintendere quello che leggono".
Un procedimento stilistico di Matteo è la duplicazione dei personaggi: gli esegeti della École biblique et archéologique française (i curatori della Bibbia di Gerusalemme) - concordemente al teologo Rudolf Bultmann - osservano che Matteo inserisce "due ciechi a Gerico (20,30) e due ciechi a Betsàida (9,27), miracolo che è un ricalco del precedente. Questa duplicazione dei personaggi può essere un procedimento stilistico di Matteo". Ad esempio, nella Guarigione del cieco di Gerico - miracolo narrato nei tre vangeli sinottici (Mc10,46-52; Mt20,29-34; Lc18,35-43) - Matteo narra di due ciechi guariti da Gesù, al contrario dei vangeli di Marco e Luca che raccontano di un solo cieco; gli studiosi del "Nuovo Grande Commentario Biblico" evidenziano, inoltre, che Matteo "raddoppia il numero dei ciechi, forse per evitare l'impressione che si trattasse di un semplice affare privato".

### Destinatari
Vi sono indizi a favore del fatto che Matteo sia stato scritto per una comunità di ebrei cristiani. In 18,15-17 Gesù istruisce i propri discepoli a trattare un membro ostile della comunità come un «gentile e un esattore delle tasse». In 17,24-27 Gesù e Pietro discutono se sia giusto pagare la tassa del tempio, e dopo aver suggerito di non doverla pagare, Gesù fornisce miracolosamente una moneta a Pietro e gli dice di pagare la tassa per entrambi; dopo la prima guerra giudaica, i Romani utilizzarono i proventi della tassa del tempio per ripagare i costi della guerra: questo passaggio potrebbe essere un riferimento alle dispute interne alla comunità ebraica cristiana sull'opportunità di continuare a pagare questa tassa.

### Luogo di composizione

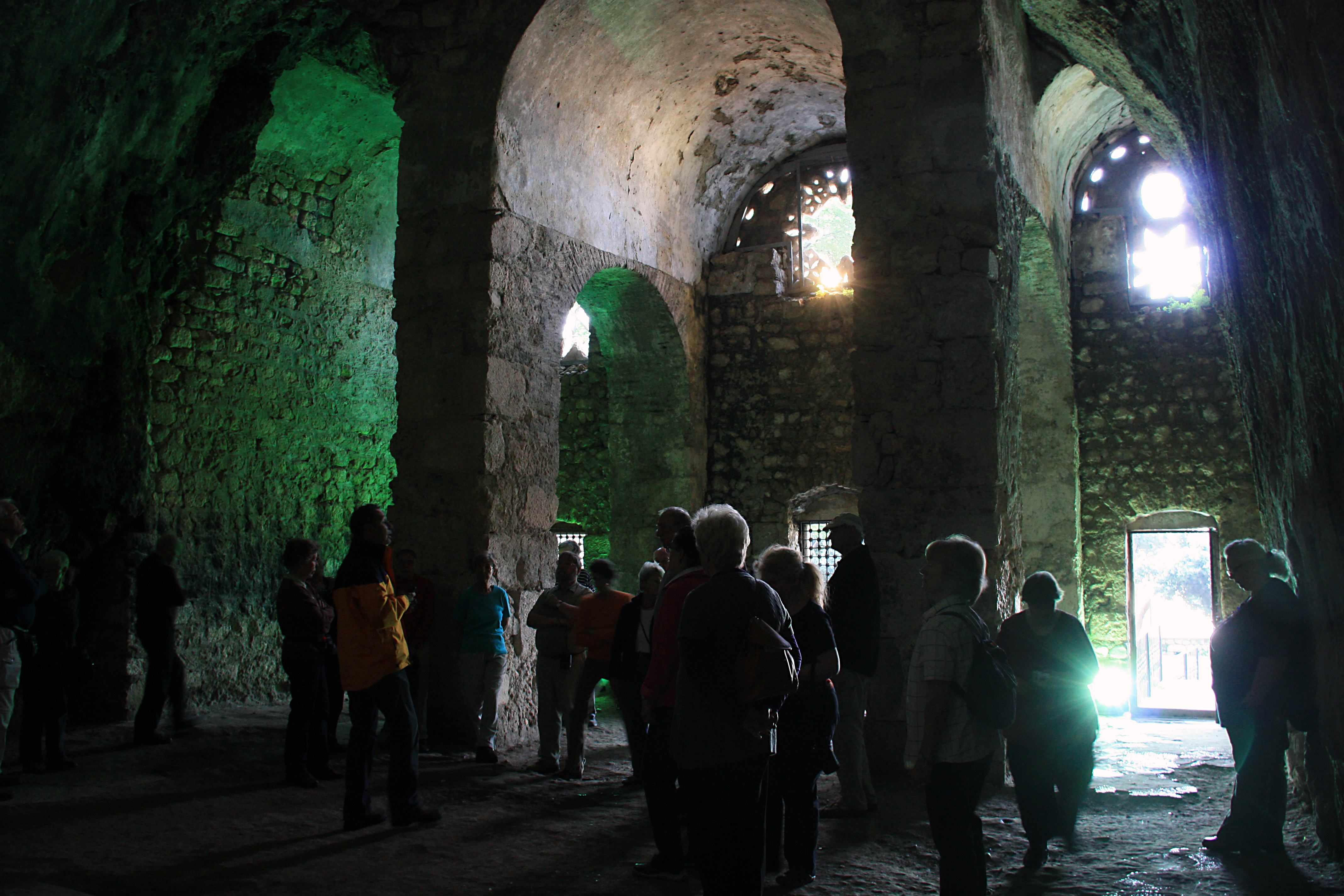
Antiochia di Siria, Resti della chiesa dedicata a San Pietro.

Il luogo di origine del Vangelo secondo Matteo è stato identificato con Antiochia di Siria, con un insieme di comunità urbane nelle sue vicinanze, o con uno degli insediamenti più grandi della Galilea.
Le ragioni di questa identificazione risiedono nell'associazione con il giudaesimo palestinese e la sua interpretazione della Legge e, al contempo, nell'accettazione del mondo non-ebraico e nell'ammissione di pagani nella comunità cristiana dopo la Pasqua. La distruzione di Gerusalemme è inoltre importante ma non sembra vissuta in prima persona: l'associazione con la città siriaca trova conferme anche nel ruolo predominante di Pietro apostolo, specie nella sua interpretazione dei comandi di Gesù, che aveva lasciato Gerusalemme e si era recato appunto ad Antiochia.
È inoltre significativo rilevare che le prime citazioni del vangelo si hanno proprio in Siria, dove viene letto e citato da Ignazio nella Lettera agli Smirnesi e dall'autore della Didaché.

## Struttura e contenuto

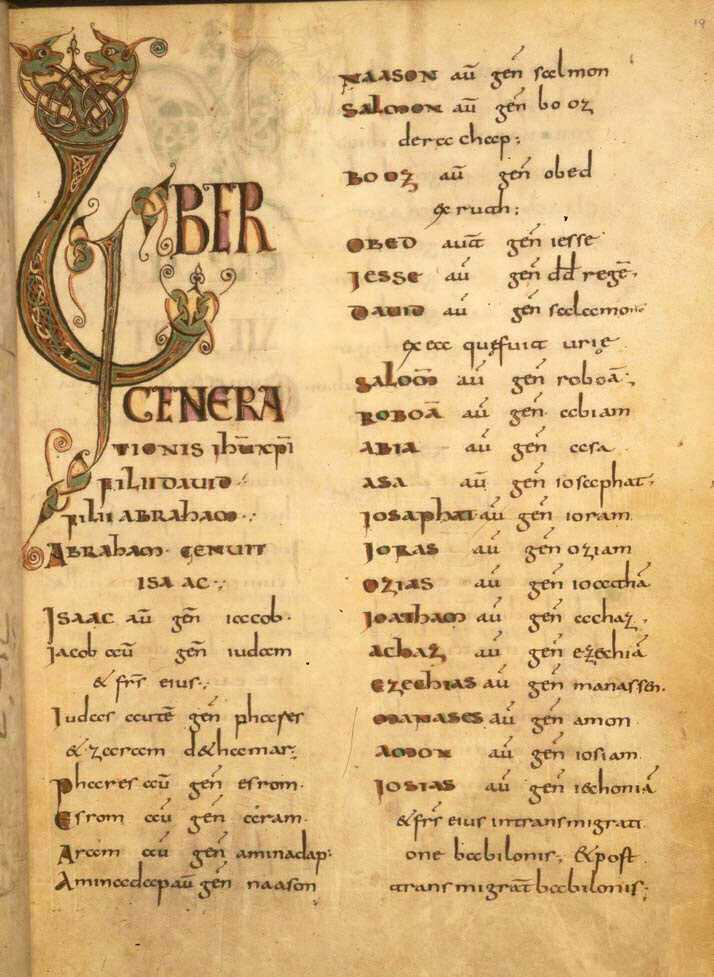
Inizio del Vangelo secondo Matteo in lingua latina, secondo un antico manoscritto.

Il Vangelo di Matteo, secondo la maggior parte degli studiosi, appare strutturato in sette parti.
Le cinque parti centrali presentano il ministero di Gesù mediante cinque sezioni narrative e cinque discorsi sul Regno dei Cieli, visto da varie angolazioni. A queste parti si aggiungono un inizio sull'infanzia di Gesù ed una conclusione sui fatti legati alla risurrezione di Gesù.
Ecco come si presenta la struttura del Vangelo:
1. Nascita ed infanzia di Gesù: 1-2[107];
2. La promulgazione del Regno dei Cieli:
  1. Sezione narrativa: 3-4[108]
  2. Discorso della Montagna: 5-7[109]
3. La predicazione del Regno dei Cieli:
  1. Sezione narrativa: dieci miracoli: 8-9[110]
  2. Discorso apostolico: 10[111]
4. Il mistero del Regno dei Cieli:
  1. Sezione narrativa: 11-12[112]
  2. Discorso in parabole: 13,1-52[113]
5. La Chiesa, primizia del Regno dei Cieli:
  1. Sezione narrativa: 13,53-17,27[114]
  2. Discorso ecclesiastico: 18[115]
6. L'avvento definitivo del Regno dei Cieli:
  1. Sezione narrativa: 19-23[116]
  2. Discorso escatologico: 24-25[117]
7. Passione e Risurrezione di Gesù: 26-28[118].

### Gli insegnamenti e i cinque discorsi

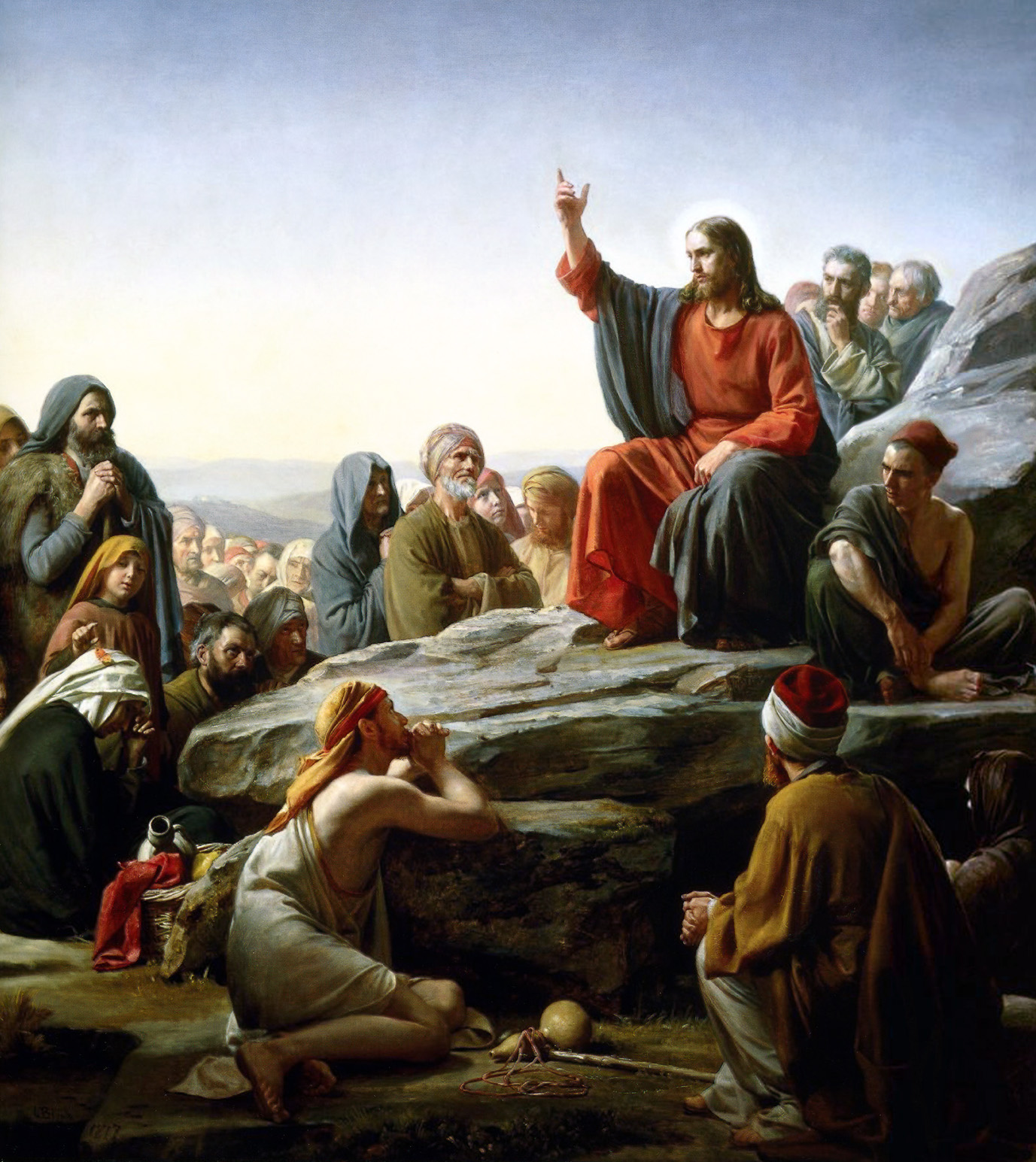
Carl Bloch, Il Sermone della Montagna, XIX secolo.

L'insegnamento di Gesù viene presentato dall'autore del vangelo in quattro sintesi:
1. la regola aurea ("Tutto quanto volete che gli uomini facciano a voi, anche voi fatelo a loro: questa infatti è la Legge ed i Profeti.", 7,12[119]),
2. il doppio comandamento dell'amore ("Amerai il Signore Dio tuo con tutto il cuore, con tutta la tua anima e con tutta la tua mente. Questo è il più grande e il primo dei comandamenti. E il secondo è simile al primo: Amerai il prossimo tuo come te stesso", 22,37-39[120]),
3. la triade sulla parte determinante della legge ("la giustizia, la misericordia e la fedeltà", 23,23[121]),
4. le sei opere di misericordia ("Perché io ho avuto fame e mi avete dato da mangiare, ho avuto sete e mi avete dato da bere; ero forestiero e mi avete ospitato, nudo e mi avete vestito, malato e mi avete visitato, carcerato e siete venuti a trovarmi.", 25,35-45[122]).

La struttura del vangelo, costruita intorno a cinque grandi discorsi (il discorso della montagna, quello della missione dei dodici apostoli, quello in parabole, quello sulla vita delle comunità e infine il discorso escatologico), evidenzia inoltre l'importanza data dall'autore alle parole di Gesù.
A livello di contenuto, nonostante alcuni tratti polemici, va rilevato come forse nessun altro documento antico mostra maggiore sensibilità ai temi dell'amore e della pace in contrasto con l'odio e la vendetta. Il perdono, suggerito da Luca in sette volte, è qui ad esempio proposto nella forma di "settanta volte sette". La tendenza alla riconciliazione appare evidente anche nella volontà di preservare il vecchio e il nuovo, conservando l'eredità ebraica, e di colmare le distanze tra credenti di origine giudea e pagana. È significativo, a questo proposito, che il testo di Matteo sia diventato il più comune sia tra i giudeo-cristiani che tra i cristiani di origine pagana.

### Attendibilità storica
Soltanto il vangelo di Matteo riporta la strage degli innocenti compiuta da Erode distinguendosi così dagli altri tre vangeli canonici. La strage è compatibile con il carattere di Erode, le cui gesta si ritrovano anche in altre fonti: essa ci è però nota solo tramite Matteo, e la maggior parte degli studiosi non la ritiene un fatto realmente accaduto.
Molti studiosi, anche cristiani, in particolare per gli episodi relativi alla nascita di Gesù, considerano il Vangelo secondo Matteo storicamente non attendibile e tale natività modellata dell'evangelista su quella di Mosè, a sua volta derivata da precedenti tradizioni di altri popoli. Nota, inoltre, Raymond Brown che "il racconto di Matteo contiene un numero di eventi pubblici straordinari o miracolosi che, se fossero stati reali, avrebbero dovuto lasciare tracce negli archivi ebraici o altrove nel NT (il re e tutta Gerusalemme sconvolti dalla nascita del Messia a Betlemme, una stella che si muoveva da Gerusalemme verso sud a Betlemme e viene a sostare su una casa, il massacro di tutti i bambini maschi a Betlemme)". 
Anche in merito agli eventi straordinari accaduti al momento della morte di Gesù, Matteo non viene ritenuto storicamente attendibile, in particolare quando - unico tra i quattro vangeli e senza che tali eventi siano citati in alcun resoconto storico dell'epoca - narra del forte terremoto che spezzò le rocce e della risurrezione dei morti che poi entrarono in Gerusalemme e furono visti da molti, sembra senza suscitare panico. La scena è ritenuta, dalla grande maggioranza degli studiosi, anche cristiani, di natura leggendaria e - come evidenziano gli esegeti della École biblique et archéologique française (i curatori della Bibbia di Gerusalemme) - a livello simbolico, "la risurrezione dei giusti dell'AT è un segno dell'era escatologica". Anche Raymond Brown ritiene che tali episodi siano presentati da Matteo, secondo la propria visione teologica, "in linguaggio apocalittico e immagini prese dalle Scritture" e "a creare maggior problema nell'interpretazione letterale è il fatto di non comprendere la loro natura simbolica e il genere letterario nel quale vengono presentati. Un paragone sarebbe per i lettori dell'anno 4000 d.C. il dibattere sulla storicità del libro di George Orwell "1984": Orwell è stato l'interprete più perspicace delle forze distruttive scatenate durante la sua vita, ma la sua fu una visione discriminante, non la storia di cosa effettivamente accadde in un anno specifico"; Brown evidenzia anche che tale materiale potrebbe esser giunto a Matteo "dagli stessi ambienti che gli fornirono del materiale per la narrativa dell'infanzia (specialmente la storia dei magi, la stella, e il re malvagio del cap.2) e l'episodio della morte di Giuda ossessionato dal rimorso per il sangue innocente. Tale materiale è quasi totalmente composto da intrecci delle Scritture, in cui Matteo dà libero sfogo al simbolismo".

### Linea teologica
Matteo vuole comunicare che Gesù è il nuovo Mosè, ma anche che egli è superiore al suo predecessore. Tra la vita di Mosè e quella di Gesù vengono stabiliti diversi paralleli:
- Mosè è stato salvato dalla strage ordinata dal Faraone, Gesù dalla strage degli innocenti;
- Mosè ha passato quaranta giorni e quaranta notti senza acqua e cibo nel deserto sul monte Sinai prima di portare le tavole della Legge agli Israeliti e anche Gesù ha digiunato per quaranta giorni nel deserto prima di iniziare la sua missione profetica;
- Mosè ha ricevuto su un monte i dieci comandamenti, Gesù ha proclamato su un monte le beatitudini;
- Mosè ha scatenato le dieci piaghe d'Egitto, Gesù ha compiuto dieci miracoli o azioni salvifiche (guarigione di un lebbroso, guarigione del servo del centurione, guarigione della suocera di Pietro, esorcismi al tramonto, esorcismo di due indemoniati, guarigione di un paralitico, guarigione di una donna affetta da emorragie, risurrezione della figlia di Giairo, Guarigione del cieco di Gerico, guarigione di un muto indemoniato);
- La vita di Mosè si conclude sul monte Nebo dove muore, mentre la storia di Gesù si conclude anch'essa su un monte, dove appare ai suoi discepoli dopo la sua risurrezione; a differenza di Mosè, che passa il ruolo ad un suo successore, Gesù invia in missione i suoi discepoli, assicurandogli che sarà sempre con loro.[134]

Raymond Brown, in merito ai due resoconti della Natività, ritiene che Matteo e Luca abbiano inserito, probabilmente dopo la stesura dei loro vangeli, tutto o parte dei racconti delle natività in base alle proprie necessità redazionali e teologiche e considera gli "evangelisti come autori veramente creativi e non semplici redattori". Anche il teologo John Dominic Crossan, tra i cofondatori del Jesus Seminar, ritiene che le narrazioni di Matteo e Luca, "caratterizzate da una tale libertà compositiva", non abbiano carattere storico ma rispondano alle necessità teologiche degli evangelisti e, ad esempio, in Matteo "Gesù è un nuovo e più grande Mosè".
Anche in merito agli eventi descritti da Matteo alla morte di Gesù, il teologo Raymond Brown sottolinea che "Luca e Matteo hanno entrambi combinato lo squarciarsi del velo del tempio, che presero da Marco, con altri segni apocalittici [Giovanni non menziona, invece, alcuno di questi eventi]. Senza aggiungere nuovi segni, Luca spostò il momento dello squarcio a prima della morte di Gesù e lo unì al buio [su tutta la Terra]", mentre "attingendo da tradizioni popolari, Matteo ha unito lo squarciarsi del velo del Tempio ad altri segni divini apocalittici che intensificano il giudizio provocato dalla crocifissione e morte del Figlio di Dio" e Matteo "insegna che la morte e risurrezione di Gesù segnarono l'inizio degli ultimi tempi e il giudizio divino, scuotendo la terra come complemento all'oscurità minacciosa che si verificò, e con la risurrezione dei santi a una nuova vita".

### Altri temi
Il vangelo appare particolarmente accurato in materia di denaro, cifre e valori (vedi i vers. 17,27, 26,15, 27,3), il che appare compatibile con l'esperienza di esattore delle tasse da parte dell'apostolo.
In merito all'utilizzo dei numeri - nella fattispecie riguardo alla genealogia di Gesù (Mt1,1-17), che viene divisa da Matteo in tre gruppi di 14 - Raymond Brown osserva: "Matteo sapeva contare? Sebbene Matteo (1:17) insista sulla presenza di un modello 3X14 di generazioni nella genealogia di Gesù, quando si contano effettivamente le generazioni nelle tre sezioni della lista, sembra che l'aritmetica di Matteo lasci a desiderare"; infatti, tale genealogia - come notano anche altri studiosi - parla di tre gruppi di 14 nomi ma il terzo gruppo ne contiene solo 13. Il teologo Raymond Brown ritiene che tale errore sia dovuto al fatto che "Matteo attinse due liste genealogiche già esistenti nelle liste greche che, a loro volta, erano parzialmente dipendenti dalle genealogie che si trovavano nella LXX [e inoltre] Matteo apportò alcuni cambiamenti in esso, specialmente aggiungendo i nomi di donne che, nonostante l'irregolarità della loro storia o situazione coniugale, erano impiegate da Dio per realizzare il Suo piano e preservare la linea messianica. [...] Dando sfogo a una predilezione per i modelli numerici, Matteo pensò di aver scoperto la chiave del piano di salvezza di Dio, un modello 3X14".
Matteo mette inoltre molto in risalto la misericordia di Dio che aveva consentito a lui, disprezzato esattore di tasse, di divenire ministro della buona notizia e compagno intimo di Gesù. Questo è evidente dal fatto che egli è l'unico Evangelista che insiste ripetutamente sul fatto che oltre al sacrificio sia necessaria misericordia (cfr 9,9-13, 12,7, 18,21-35).
Secondo gli esegeti dell'interconfessionale Bibbia TOB gli elementi storico-geografici nel vangelo non sembrano essere precisi: "Le indicazioni topografiche rimangono molto generiche e non permettono di stabilire un itinerario dettagliato [...] I collegamenti cronologici sono ordinariamente senza valore"; ad esempio, tali esegeti rilevano l'imprecisione del passo Mt19,1: "Terminati questi discorsi, Gesù partì dalla Galilea e andò nel territorio della Giudea, al di là del Giordano", visto che - partendo dalla Galilea, che si trova a nord - si scende a sud e, dopo aver attraversato la Samaria, si giunge in Giudea e in tutto questo percorso il fiume Giordano rimane sempre ad est e non deve mai essere attraversato (se lo si facesse, si entrerebbe in Perea o in Decapoli).
La Strage degli innocenti - non ritenuta storica dalla maggioranza degli studiosi - è un episodio narrato nel solo Vangelo secondo Matteo e Raymond Brown fa notare in merito che "la teodicea (Dio che salva Gesù, ma non i bambini innocenti) non è un problema che sembra preoccupare Matteo; piuttosto si preoccupa della vittoria di Gesù su Erode, che non può essere un vero re se uccide i figli di Israele. Il parallelo tra l'omicidio dei figli di Betlemme da parte di Erode e l'uccisione dei bambini ebrei da parte del faraone (con il personaggio principale [Mosè] che scappa in ogni caso) è facilmente riconoscibile".
Matteo è l'unico tra i quattro evangelisti che - nel narrare la scoperta del sepolcro vuoto - invece di riportare che, all'arrivo delle donne, il sepolcro era già aperto e la pietra di fronte allo stesso già rotolata, narra che la tomba era ancora chiusa e la pietra fu rotolata solo successivamente da un angelo sceso dal cielo e annunciato da un forte terremoto.
Quello di Matteo è anche l'unico vangelo a riferire della morte di Giuda Iscariota, che secondo Matteo si impiccò dopo aver gettato nel Tempio i trenta denari del suo tradimento, usati poi dai sacerdoti del Tempio per acquistare il "Campo del vasaio" (in seguito denominato "Campo di Sangue" perché acquistato al "prezzo di sangue" e poi utilizzato per la sepoltura degli stranieri). Tale versione non si concilia con quella contenuta negli Atti, in cui Giuda morì invece squarciandosi, dopo aver egli stesso acquistato, sempre con i trenta denari del suo tradimento, il "Campo del vasaio" (in seguito denominato "Campo di Sangue" perché Giuda vi si squarciò). Gli studiosi, anche cristiani, evidenziano come gli autori dei due libri abbiano elaborato le tradizioni pervenutegli, in merito a tali avvenimenti, in modi che non è possibile armonizzare tra loro e notano come tali differenti tradizioni popolari abbiano sottolineato una morte ignominiosa, anche se non storica, per il traditore. Raymond Brown evidenzia anche che tale materiale potrebbe esser giunto a Matteo "dagli stessi ambienti che gli fornirono del materiale per la narrativa dell'infanzia (specialmente la storia dei magi, la stella, e il re malvagio del cap.2)".
Il vangelo secondo Matteo è infine un eccellente ponte fra le Scritture ebraiche e quelle greche cristiane. Identifica in maniera inequivocabile il Messia e Re del promesso Regno di Dio, fa conoscere i requisiti per divenire seguaci di Gesù, e l'opera che essi devono compiere sulla terra. Egli mostra che prima Giovanni Battista, poi Gesù e infine i suoi discepoli annunciarono che "Il Regno dei Cieli si è avvicinato". Questo tema di insegnare la buona novella del Regno permea tutto il vangelo tanto che esso termina con le parole riportate in 28,18-20:

## Il vangelo di Matteo nell'arte
- Passione secondo Matteo, composizione di Johann Sebastian Bach (1727)
- Il Vangelo secondo Matteo, film di Pier Paolo Pasolini (1964)
- Passio secundum Mattheum, album discografico dei Latte e Miele (1972)